# Animato (John Abercrombie)
Animato is een studioalbum van John Abercrombie. Hij nam het album op in de Rainbow Studio in Oslo met Jan Erik Kongshaug achter de knoppen. Het album werd opnieuw volgespeeld door een trio, maar Abercrombie had andere begeleiders gevonden. Het opvallende aan dit fusionalbum is het ontbreken van basgitaar dan wel contrabas.

## Musici
- John Abercrombie – gitaar, gitaarsynthesizer
- Jon Christensen – slagwerk
- Vince Mendoza – synthesizer
- Judd Miller – EVI (Eelectronic Valve Instrument zijnde een elektronisch ventielblaasinstrument)

## Muziek
| Nr. | Titel                                | Duur |
| --- | ------------------------------------ | ---- |
| 1.  | Right now (Abercrombie, Christensen) | 7:26 |
| 2.  | Single moon (Mendoza)                | 4:19 |
| 3.  | Agitato (Mendoza)                    | 5:00 |
| 4.  | First light (Mendoza)                | 1:35 |
| 5.  | Last light (Mendoza)                 | 4:03 |
| 6.  | For hope of hope (Mendoza)           | 8:49 |
| 7.  | Bright reign (Abercrombie)           | 5:07 |
| 8.  | Ollie mention (Mendoza)              | 7:34 |